# Акшата Мурті
Акшата Нараян Мурті (нар. квітень 1980) — британсько-індійська дизайнерка одягу. Вона є дочкою Н. Р. Нараяни Мурті, засновника індійської багатонаціональної ІТ-компанії Infosys, і письменниці Судхи Мурті. Їй належить 0,93 % акцій Infosys — вартість яких у квітні 2022 — становила близько 900 мільйонів доларів (746 мільйонів фунтів стерлінгів), що робить її однією з найбагатших жінок у Британії.
Вона одружена з колишнім прем'єр-міністром Великої Британії та лідером Консервативної партії Ріші Сунаком. Її особисте багатство стало темою обговорення британських ЗМІ у 2022 році в контексті її претензії на статус непроживаючої у Великій Британії. Після безальтернативної перемоги Сунака на виборах до керівництва Консервативної партії в жовтні 2022 року Мурті стала чинною дружиною прем'єр-міністра Сполученого Королівства.

## Молодість і освіта
Мурті народилася в Хублі і виховувалась бабусею та дідусем по батьківській лінії, оскільки її батько Н. Р. Нараяна Мурті та мати Судха Мурті працювали над відкриттям своєї технологічної компанії Infosys. Її мати була першою жінкою-інженером, яка працювала на найбільшого на той час виробника автомобілів Індії; тепер вона філантроп. У віці двох років батьки перевезли її до Мумбаї. У неї є один брат, Рохан Мурті.
Мурті відвідувала дівчачу школу Болдуін у Бангалорі, а пізніше вивчала економіку та французьку мову в коледжі Клермонт МакКенна в Каліфорнії; вона має диплом з виробництва одягу Інституту дизайну та мерчандайзингу моди та ступінь магістра ділового адміністрування в Стенфордському університеті.

## Кар'єра та інвестиції
У 2007 році Мурті приєдналася до голландської технологічної фірми Tendris на посаді директора з маркетингу, де пропрацювала два роки, перш ніж піти, щоб відкрити власну модну фірму. Її модний бренд закрився в 2012 році. У 2013 році вона стала директором венчурного фонду Catamaran Ventures. Разом зі своїм чоловіком Ріші Сунаком вона заснувала лондонську філію індійської фірми, яка належить її батькові Н. Р. Нараяні Мурті. Сунак передав їй свої акції незадовго до обрання депутатом від Консервативної партії Річмонда в 2015 році. З 2015 року вона володіє 0,93 % акцій технологічної фірми свого батька Infosys, оціненої приблизно в 700 мільйонів фунтів стерлінгів у квітні 2022 року, а також акціями двох ресторанних бізнесів Джеймі Олівера, Wendy's в Індії, Koro Kids і Digme Fitness. Вона є директором Digme Fitness і Soroco, співзасновником яких є її брат Рохан Мурті.

## Особисте життя
Мурті є громадянином Індії. У серпні 2009 року Мурті вийшла заміж за Ріші Сунака, з яким познайомилася в Стенфордському університеті. У них дві доньки Анушка і Крішна. У Лондоні подружжя володіє квартирою на Олд Бромптон-роуд і конюшнею в Кенсінгтоні. Вони володіють Садибою Кірбі Сігстон, особняком II ступеня в Кірбі Сігстоні, графство Йоркшир. Вони також володіють пентхаусом у Санта-Моніці. Вона жила зі своїм чоловіком на Даунінг-стріт, 11 у Лондоні, коли він був міністром фінансів.
Мурті володіє 0,91 % акцій компанії Infosys — оцінюваної приблизно в 900 мільйонів доларів (746 мільйонів фунтів стерлінгів) у квітні 2022 —, що робить її однією з найбагатших жінок у Британії.
У квітні 2022 року повідомлялося, що вона не є резидентом Сполученого Королівства, що дає їй право не сплачувати податок на свої доходи за межами Британії за умови щорічної сплати 30 000 фунтів стерлінгів. Мурті оголосила, що вона збереже свій статус, але добровільно сплачуватиме британський податок зі свого світового доходу.